# Pier Francesco Florenzuoli
Pier Francesco Florenzuoli, noto anche come Pier Francesco da Viterbo (Viterbo, 1470 – Firenze, 3 agosto 1535), è stato un architetto italiano, attivo durante il Rinascimento. Fra le opere, la Fortezza da Basso a Firenze.